# Wengie
Huáng Wénjié (em chinês:  黃文潔), mais conhecida como Wengie, é uma youtuber e cantora china-australiana. Em março de 2020, seu canal no YouTube tem mais de 14 milhões de inscritos, tornando-se a youtuber mais popular da Austrália.

## Carreira

### YouTube
Em 2013, Wengie iniciou o canal do YouTube, Wengie, inspirado em seu nome chinês, Wenjie. Seus vídeos focavam em dicas de beleza, moda e bricolage. A partir de 2016, ela foi uma das youtubers de mais rápido crescimento no YouTube, com mais de 4 milhões de assinantes em três anos. Ao longo de 2018, ela se concentrou em "faça-você-mesmo", piadas e vídeos de slime. Ela obteve mais de 1,2 bilhão de visualizações em seu canal principal, atraindo quase 13 milhões de inscritos. Seu canal no YouTube foi premiado como Melhor Canal no Australian Online Video Awards de 2017. Em 2013, a Wengie criou um segundo canal chamado WengieVlogs. Em novembro de 2017, o WengieVlogs tinha 1,7 milhão de inscritos 53 milhões de visitas. Em outubro de 2018, o nome do canal foi alterado para Wendie ft. Wengie.

### Música
Wengie lançou seu primeiro single, "Baby Believe Me" na China em 13 de julho de 2017. Ela estreou no 11º lugar e alcançou o 6º lugar nas paradas musicais chinesas. Ela lançou outro single no YouTube no canal Wengie Music Asia em 25 de novembro de 2017, intitulado "Oh I Do". Em 29 de novembro de 2017, o videoclipe tinha mais de 9.100.000 visualizações. Em 10 de julho de 2018, lançou "Cake". Este foi seu primeiro single em inglês. "Cake" tem mais de 7.700 milhões de visualizações. Em 15 de setembro de 2018, Wengie lançou seu segundo single em inglês, intitulado "Deja vu". A música alcançou mais de 8 milhões de visualizações em dezembro de 2019. Em 17 de novembro de 2018, ela lançou seu primeiro single de Natal "Ugly Christmas Sweater". Em 9 de março de 2019, Wengie lançou seu quarto single em inglês "Lace Up". Em 4 de maio de 2019, Wengie lançou o single "Mr. Nice Guy", junto com o cantor filipino Iñigo Pascual. Em 1 de junho de 2019, Wengie lançou seu single "Talk Talk" com o produtor musical e compositor David Amber. Ela também lançou seu primeiro single coreano, "Empire", em 18 de outubro de 2019. É uma colaboração entre Wengie e a cantora tailandesa Minnie, membro do (G)I-DLE.

## Vida pessoal
Wengie se mudou para a Austrália quando criança. Atualmente, ela vive em Sydney, Austrália, Los Angeles, Califórnia e China. Ela está noiva de Max desde 13 de agosto de 2015.

## Discografía

### Singles
| Título                                                                                   | Ano  | Melhores posições | Vendas | Album                |
| Título                                                                                   | Ano  | US World          | Vendas | Album                |
| ---------------------------------------------------------------------------------------- | ---- | ----------------- | ------ | -------------------- |
| "Baby Believe Me"                                                                        | 2017 | –                 | —      | Lançamento sem álbum |
| "Oh I Do"                                                                                | 2017 | –                 | —      | Lançamento sem álbum |
| "Cake"                                                                                   | 2018 | –                 | —      | Lançamento sem álbum |
| "Deja vu"                                                                                | 2018 | –                 | —      | Lançamento sem álbum |
| "Ugly Christmas Sweater"                                                                 | 2018 | –                 | —      | Lançamento sem álbum |
| "Mr. Nice Guy" (com Iñigo Pascual)                                                       | 2019 | –                 | —      | Lançamento sem álbum |
| "Talk Talk" (comn David Amber)                                                           | 2019 | –                 | —      | Lançamento sem álbum |
| "Empire" (com Minnie de (G)I-DLE)                                                        | 2019 | 22                | —      | Lançamento sem álbum |
| "—" indica lançamentos que não figuraram nas paradas ou não foram lançados nessa região. |      |                   |        |                      |

### Composições
| Canção                          | Ano  | Álbum                | Artista(s) | Letra     | Letra                                           | Música    | Música |
| Canção                          | Ano  | Álbum                | Artista(s) | Creditado | Com                                             | Creditado | Com    |
| ------------------------------- | ---- | -------------------- | ---------- | --------- | ----------------------------------------------- | --------- | ------ |
| "Empire" com Minnie de (G)I-DLE | 2019 | Lançamento sem álbum | Ela mesma  | Sim       | 72, Melanie Fontana, Michel Schulz, Wendy Huang | Não       | –      |